# Griszutino (obwód wołogodzki)
Griszutino (ros. Гришутино) – wieś w Rosji, w rejonie czerepowieckim obwodu wołogodzkiego. W 2010 liczyła 7 mieszkańców.